# Alfonse de Portugal

Alfons von Portugal (nicht zeitgenössisches Gemälde)

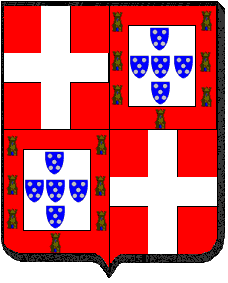
Großmeisterwappen von Alfons von Portugal

Alfonse de Portugal (deutsch: Alfons von Portugal; portugiesisch: Afonso de Portugal, latein.: Alphonsus Lusitanus oder Aufonsus de Portugal) (* um 1135; † 1. März 1207) war von 1203 bis 1206 der zwölfte Großmeister des Johanniterordens.
Er war ein illegitimer Sohn von König Alfons I. von Portugal und Flamula Gomez von Trava. Zum Zeitpunkt seiner Wahl war er noch kein Mitglied des Ordens.
Er lehnte die Beteiligung am Vierten Kreuzzug gegen die christliche Stadt Konstantinopel ab. Aufgrund seines Führungsstils kam es im Orden zu internen Zwistigkeiten. Wegen dieser legte er schließlich sein Amt nieder und segelte nach Portugal zurück. Noch auf der Heimreise wurde er, vermutlich von seinen eigenen Verwandten, vergiftet und starb. Er wurde in der Kirche São João de Alporão in Marvila bei Santarem begraben.